# Vaccí de subunitats
Una vacuna o vaccí  de subunitats és una vacuna de nova generació dissenyada a partir de components de virus o bacteris, els quals desencadenen la resposta immunitària a l'individu a qui se li administra. És un mètode senzill i pràctic per immunitzar els individus sense perill de patir la malaltia o de tenir efectes adversos degut a la presència només dels antígens específics, rebutjant així els altres components que poden ser patògens.
Se solen utilitzar per a aquells agents infecciosos que no es poden mantenir en cultius com el virus de la influença o el de l'hepatitis B.

## Història
El primer vaccí de subunitats que es va desenvolupar va ser el de l'hepatitis B. Cap a finals de la dècada de 1960, Barach Blumberg, Prince i els seus col·laboradors van descobrir una proteïna de superfície d'aquest virus capaç de produir una resposta immunitària en cèl·lules sanguínies d'humans portadors de la infecció. La van anomenar antigen Austràlia i van iniciar el desenvolupament d'un vaccí eficaç mitjançant els treballs de purificació i inactivació, a més d'estudis d'eficiència i seguretat del potencial vaccí. Aquests procediments van demostrar que el virus no es propagava in vitro, atès que tan sols era una fracció d'aquest, però va acabar sent desenvolupada per Hilleman i el seu equip als Estats Units i es va acabar provant en humans i comercialitzant a partir del 1981, després de deu anys de recerca.
Aquest vaccí el van obtenir a partir del sèrum de drogoaddictes i d'homosexuals (col·lectius en què solia estar present el virus), després de purificar-lo per mitjà de tres mètodes per a assegurar que no quedessin partícules infectives, però sí l'antigen. Es va demostrar que era eficaç, però l'inconvenient era la dificultat d'elaboració del vaccí per la falta de persones portadores del virus que poguessin satisfer les necessitats de producció. Per això els doctors Rutter i Gall van començar uns altres estudis l'any 1975 per a desenvolupar un sistema d'expressió recombinant per a produir l'antigen de l'hepatitis B. El 1986, amb el reconeixement del VIH com a responsable de la SIDA, es va decidir substituir-la per un producte que no fes servir el sèrum. Així és com van néixer les vacunes recombinants.
Un altre dels primers vaccins de subunitats va ser el de la grip. En la dècada de 1970 ja es tenia clar que l'hemaglutinina i la neuraminidasa havien de ser els objectius dels anticossos. Així que es van fer diversos estudis fins a arribar a aïllar aquests dos antígens (que va resultar que formaven rosetes espontàniament i, per tant, eren més immunogènics que si quedessin separats) i desenvolupar un vaccí eficaç el 1975, però que no es va registrar fins al 1980.
En la dècada de 1980 es va aconseguir el primer vaccí de subunitats contra el virus de la febre aftosa (VFA) gràcies a la tècnica de l'ADN recombinant. El gen de la proteïna VP1 del virus va clonar-se i expressar-se en Escherichia coli de forma que el bacteri fos capaç de produir grans quantitats de proteïnes virals. Malgrat tot, la resposta immunitària derivada del vaccí fou molt inferior a l'obtinguda amb el vaccí convencional, atès que per aconseguir una reacció similar es necessitava 1000 vegades més quantitat de VP1.
Posteriorment va elaborar-se un vaccí de subunitats contra el virus de la pesta porcina clàssica (VPPC) a partir de la glicoproteïna E2, que proporciona immunitat i protecció contra aquest agent. El gen que codifica la glicoproteïna E2 ha sigut clonat i expressat mitjançant una tècnica de baculovirus.
Actualment es fa molta investigació i desenvolupament de nous vaccins recombinants per a produir antígens proteics de qualitat. Això ha permès disposar d'una gran varietat de vaccins de subunitats: tos ferina acel·lular, antigen VI de la febre tifoidea, malaltia de Lyme, difteria, tètanus, etc.

## Elaboració
Per elaborar vaccins de subunitats s'ha d'establir quina serà la base per la qual s'obtindrà el producte desitjat. Hi ha dos models diferenciats que donen lloc a resultats similars. Un n'és la identificació de les proteïnes de l'agent infecciós objectiu del tractament capaces d'induir una resposta immunitària de forma i força similar a com la provocaria l'agent infecciós complet. L'altre és la identificació de proteïnes pròpies de l'agent infecciós, absents de caràcter immuntari i replicatiu.
En ambdós casos, l'objectiu és obtenir com a mínim la identificació d'un antigen. El nombre d'antígens que sol contenir un vaccí de fraccions varia entre 1 i 20, tot i que poden donar-se casos en què aquest nombre sigui més elevat.
Un cop les proteïnes objectiu han estat identificades, mitjançant mètodes d'enginyeria genètica es seleccionen els gens que les codifiquen, per tal de ser clonats i expressats en hostes alternatius com ara bacteris (Escherichia coli), llevats (Saccharomyces Cerevisiae) o Baculovirus.
Els baculovirus són especialment recomanables i utilitzats donat que disposen d'una gran capacitat d'expressió gènica, mentre que tant Saccharomyces cerevisiae com Escherichia coli ho són per la seva polivalència i informació disponible. Així i tot, l'opció d'emprar bacteris no és recomanable donat els problemes que presenten aquests per glicosilar adequadament els polipèptids produïts, motiu pel qual les proteïnes obtingudes presenten un menor caràcter immunogènic.
Es poden obtenir vaccins de subunitats mitjançant dues pràctiques diferents. Es pot fer créixer el microorganisme en el laboratori per, posteriorment, trencar-lo químicament i recollir els antígens importants.O bé es poden sintetitzar les molècules antigèniques del microorganisme utilitzant tècniques d'ADN recombinant. Els vaccins produïts per aquest mètode s'anomenen vaccins de subunitats recombinants.
Vaccins de subunitats recombinants
Aquests subtipus de vaccins de fraccions, s'obtenen mitjançant la tècnica de l'ADN recombinant, produint les proteïnes de l'agent infecciós objectiu sense necessitat d'utilitzar-lo directament. Es tracta d'un mètode més segur en cas que l'agent sigui molt virulent i més productiu en cas que no es pugui cultivar o que el seu cultiu sigui dificultós i poc efectiu.
La tècnica de l'ADN recombinant permet obtenir una elevada quantitat d'una única proteïna (subunitat), o bé de diverses proteïnes diana d'aquell agent infecciós, fàcilment utilitzables com a vaccí de subunitats.
La metodologia és la següent:
1. Identificació de la proteïna/s d'interès immunitari d'un determinat agent causal i la seva seqüència.
2. Aïllament del fragment d'ADN que codifica l'esmentada proteïna.
3. Inserció del fragment d'ADN aïllat en un plasmidi que actuarà com a vector de transferència (el tipus de plasmidi utilitzat dependrà del tipus de vector d'expressió). Alguns d'aquests vectors d'expressió acceptaran el nou gen i produiran la proteïna que codifica. Mitjançant diferents sistemes de marcatge es podran diferenciar els vectors que expressen el nou gen del que no l'han incorporat.
4. Després d'inserir el gen d'interès, el bacteri o llevat recombinant comença a produir subunitats de proteïnes en grans quantitats, les quals són recol·lectades i purificades per a utilitzar-les com a vaccins.

## Tipus de vaccins de subunitats utilitzats actualment
Hi ha diferents tipus de vaccins de subunitats els quals utilitzen components extrets, purificats o modificats genèticament d'un o més patògens, de bacteris i virus normalment. Aquests vaccins provenen de proteïnes secretades, proteïnes de membrana, vesícules extracel·lulars, polisacàrids de la càpsula bacteriana, glicoproteïnes de l'envoltura dels virus, toxines inactives, fragments de toxines, entre d'altres.
Segons de quin component estiguin elaborats els vaccins els podem classificar en:

### Vaccins de toxoides
El seu antigen és una toxina produïda per un microorganisme que es detoxifica per evitar el seu poder patogen, conservant però, la seva capacitat immunògena. També anomenats vaccins acel·lulars.
Molts bacteris produeixen toxines proteiques que són responsables de gran part de la patogènesis en la infecció, així en aquests casos les toxines bacterianes poden ser utilitzades com a vaccins. Les exotoxines bacterianes quan es sotmeten a calor perden la seva capacitat toxicogènica però no la seva antigenicitat.
Alguns exemples de vaccins basats en toxoides són el vaccí contra la diftèria (agent Corynebacterium diphtheriae) i el vaccí contra el tètanus (agent Clostridium tetani).

### Vaccins de polisacàrids de la càpsula bacteriana
S'han obtingut a partir de components de bacteris, generalment polisacàrids capsulars aïllats o conjugats amb una proteïna transportadora que n'augmenta la inmunogenicitat.
Molts bacteris patògens tenen una càpsula de naturalesa polisacàrida que és un factor de virulència important. En la majoria d'infeccions causades per aquest tipus de bacteri els anticossos dirigits contra els polisacàrids capsulars resulten protectors; per tant, els fa bons candidats a vaccins. Aquests polisacàrids estan constituïts per moltes unitats repetides que varien entre les espècies i entre subtipus antigènics dins d'una mateixa especie. El polisacàrid que és sintetitzat pel bacteri durant el seu creixement pot ser concentrat a partir de medi de cultiu.
La dificultat principal amb aquest tipus de vaccins rau en el fet que els polisacàrids són antígens independents de limfòcit T, no són capaços d'induir memòria immunitària en adults i són molt pobres en immunògens per als infants. Aquest inconvenient pot superar-se conjugant els polisacàrids d'interès a una proteïna transportadora. D'aquesta manera els epítops polisacarídics podran ser reconeguts en un context de limfòcit T i induir memòria.

#### Vaccí Hib o anti-Haemophilus influenzaetipus b
S'obté per la conjugació d'una proteína amb l'antígen capsular (PRP, poliribitolfosfat). Haemophilus influenzae causa meningitis, otitis mèdia, sinusitis, epiglotitis, artitis séptica, bateriemia febril oculta, cel·lulitis, pneumònia, empiema i sepsis. Abans de la introducció d'aquest vaccí conjugat H. influenza tipus b era l'agent principal de meningitis en els nens menors de cinc anys, i causava amb freqüència altres malalties invasives.

#### Vaccí antimeningocòccic ACW135
Aquest vaccí actua contra Nesseria meningitidis, agent causal de la malaltia invasiva meningocòcica que es dona de manera endèmica o epidèmica a tot el món. Des de 1960 es disposa de vaccins preparats amb polisacàrids capsulars de N. meningitidis dels serogrups A i C per controlar els brots. Aquests vaccins són efectius en majors de dos anys. Més endavant es va disposar d'un vaccí quadrivalent per als serogrups A, C, W-135 i Y.

#### Vacuna antipneumocòccica polisacarídica 23-valent (Pn23)
Aquesta vacuna antipneumocòccica actua contra Streptococcus pneumoniae, que és l'agent causal més freqüent d'otitis mèdia aguda i d'infeccions bacterianes invasives en la mainada. És també el principal agent de pneumònia en l'adult. Des de la introducció del vaccí conjugat anti Haemophilus influenzae tipus b, els bacteris S. pneumoniae i Neisseria meningitidis són les causes més freqüents de meningitis bacteriana en lactants i nens petits.
Es recomana a la mainada a partir dels dos anys amb drepanocitosis, asplènia funcional o anatòmica, síndrome nefròtic o insuficiència renal crònica, quadres associats a immunosupressió com ara trasplantament d'òrgans o infeccions per VIH.
En adults està indicada per als que pateixen alcoholisme, cirrosi i per a persones més grans de seixanta-cinc anys immunodeprimides.

### Vaccins de glicoproteïnes o polisacàrids de l'envolta de la càpsida vírica
- Vaccí anti-tifoide de polisacàrids contra Salmonella typhi, que causa la febre tifoide.
- Vaccí obtingut a partir de la glicoproteïna D del virus d'herpes simple.
- Vaccí obtingut a partir de la glicoproteïna E2 del virus de la pesta porcina clàssica (VPPC)

### Vaccins de proteïnes de membrana
- Vaccins antigripals que utilitzen antígens HA i NA del virus de la grip o influença.
- Vaccí obtingut a partir de l'antigen de superfície de l'hepatitis B (HBsAg).
- Vaccí obtingut a partir de la proteïna vírica VP1 de la càpsida del virus de la febre aftosa. La VP1 és un dels antígens més immunògens i biològicament més actius del virus en intervenir en el reconeixement dels receptors cel·lulars i la inducció a la formació d'anticossos neutralitzants.
- Vaccí del papil·lomavirus humà (VPH). Està comercialitzat com a Gardasil™ i Cervarix™
- Vaccí obtingut a partir de la proteïna A de la superfície externa del bacteri Borrelia burgdorferi, que causa la malaltia de Lyme. És el vaccí de subunitats més exitós en la medicina veterinària administrada en gossos.

### Altres tipus de vaccins

#### Vaccins recombinants
La tecnologia de l'ADN recombinant permet produir proteïnes pures en grans quantitats per ser utilitzades com immunògens.
El primer vaccí recombinant aprovat per a ús humà va ser el vaccí contra l'hepatitis B. Es va obtenir quan es va aconseguir clonar i seqüenciar el genoma víric; es va identificar el gen de l'antigen de superfície (HBsAg) i es va expressar en una cèl·lula bacteriana. L'estratègia per aconseguir aquesta expressió implica construir un plasmidi contenint un casette d'expressió que sigui capaç de replicar-se amb un alt nombre de còpies en una cèl·lula hoste, la qual expressarà el polipèptid d'interès. En el cas de HBsAg, això es va aconseguir clonant el gen en un plasmidi portat per un llevat, obtenint l'antigen purificat que és administrat juntament amb sals d'alumini com a adjuvant. El vaccí contra l'hepatitis B conté dos polipèptids immunitzants de HBsAg.

#### Vaccins mixts
- Vacuna DTP: és una mescla de tres vaccins que immunitzen l'individu contra la diftèria (Corynebacterium), la tos ferina (Bordetella pertussis) i el tètanus (Clostridium tetani).

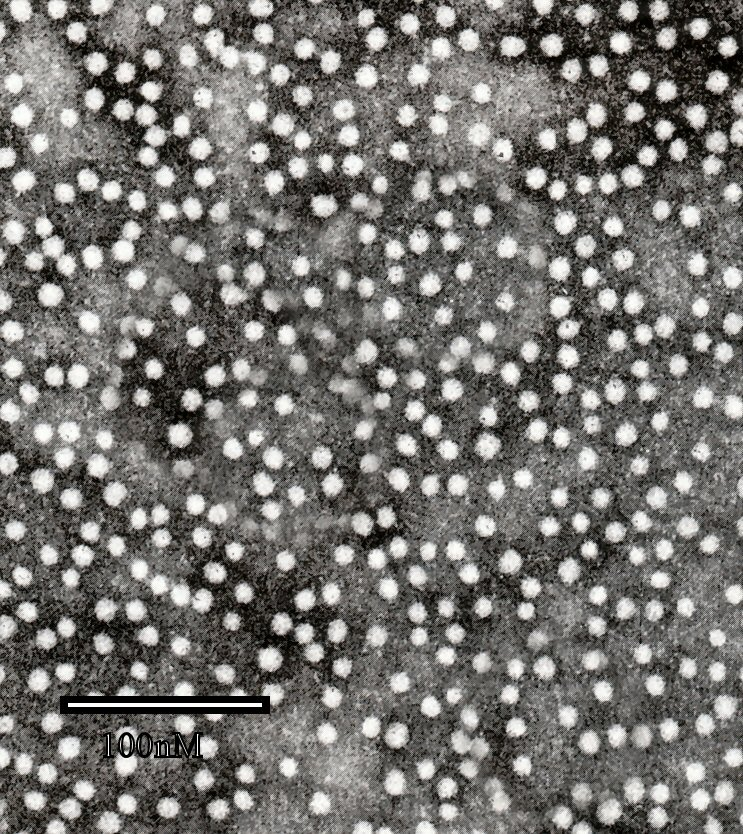
Partícules de l'antigen HBsAg vistes al microscopi electrònic.
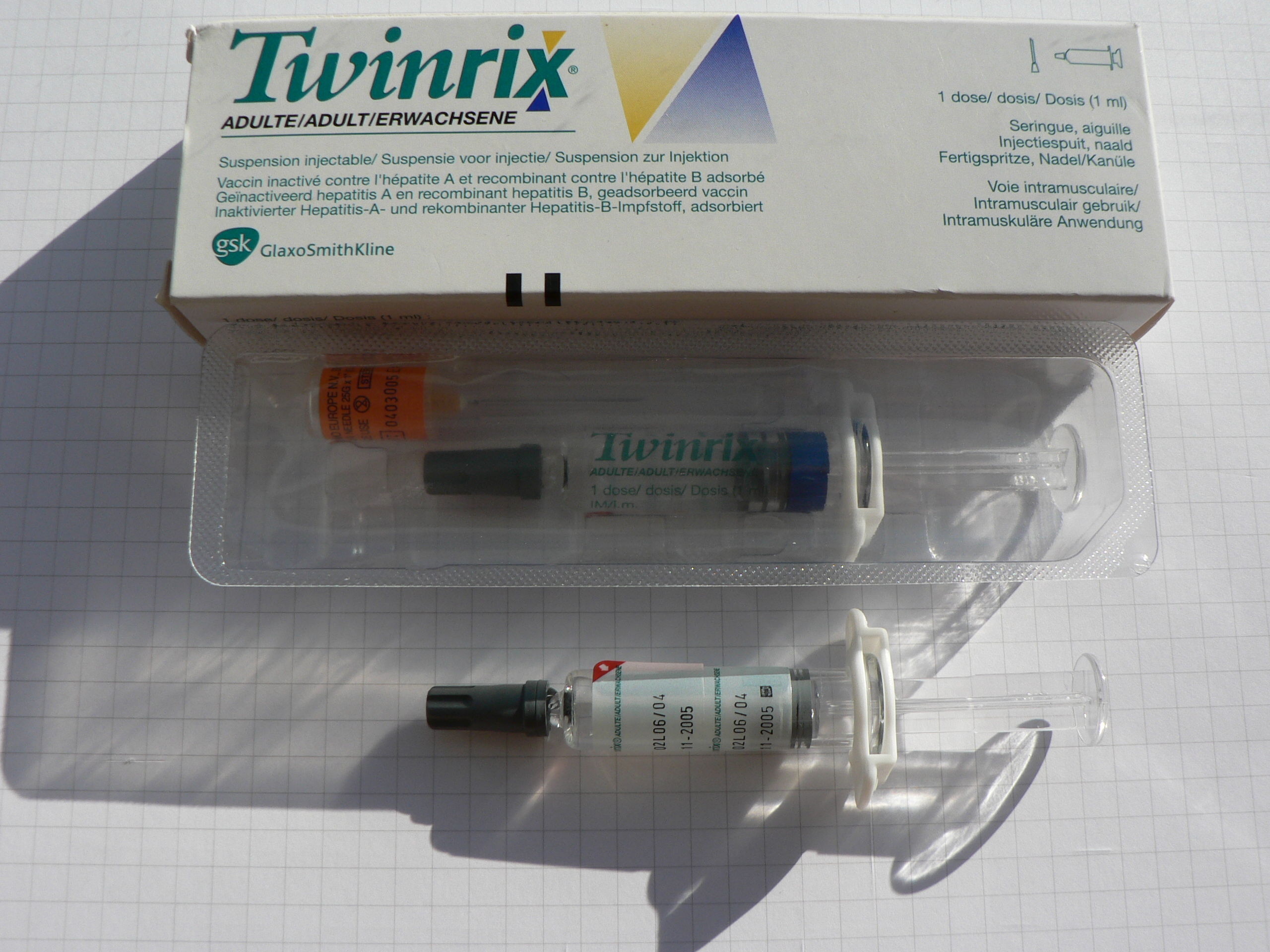
Vaccí contra l'hepatitis B
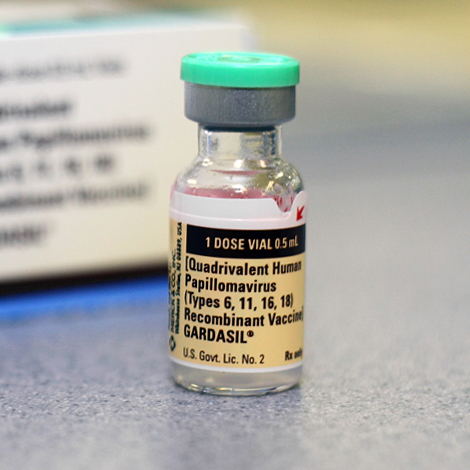
Vaccí contra el papilomavirus (HPV)

## Avantatges
Els vaccins de subunitats són més estables, la composició d'un vaccí de subunitats és clarament definit, el que ens suposa un avantatge significatiu en termes de seguretat. A l'utilitzar només una part del microorganisme infecciós per crear una resposta immunitària protectora, no poden replicar-se dins l'hoste i no hi ha risc de patogenicitat, això també ens suposa la minimització dels efectes secundaris, ja que són menys immunògens perquè no provoquen les reaccions derivades d'alguns constituents antigènics estructurals no desitjats dels microorganismes. També com només s'inclouen uns pocs components en el vaccí, presenten menys competència antigènica.
Permeten obtenir vaccins a partir de patògens que no es poden cultivar al laboratori, ja que només cal el material genètic. Això suposa un baix cost de producció (degut a la seva facilitat de la producció) i un augment de la seguretat, ja que s'eviten els riscos per al personal de producció perquè no s'han de manipular organismes patògens vius.
Com són preparacions purificades de determinats components del microorganisme, garanteixen l'absència de contaminació amb proteïnes estranyes o àcids nucleics, i ajuda a obtenir una menor reactogenicitat. Solen estar basats en pèptids, proteïnes, o polisacàrids que han demostrat contenir epítops protectors (com molts dels carbohidrats de la superfície cel·lular de bacteris patògens, per exemple, polisacàrids capsulars, que són importants determinants antigènics per al desenvolupament d'aquests vaccins), i així, en ser compostos de proteïnes solucionen el problema de la manca d'inactivació total que es poden presentar als vaccins inactivats convencionals, de la mateixa manera que els vaccins de deleció o recombinants resolen el problema de la possible reversió a la virulència.
Els vaccins de subunitats o sintètics presenten menors requisits de fred que els vaccins convencionals.
Els vaccins conjugats, a diferència dels de polisacàrids simples, són immunògens des dels primers mesos de la vida, confereixen immunitat a la majoria dels individus que les reben, la immunitat que indueixen és duradora, i generen fenòmens de memòria immunitària amb les revaccinacions.
Però, el gran avantatge és, que en no estar formats per la totalitat de l'estructura de l'agent infecciós, és possible diferenciar serològicament als animals vaccinats dels animals malalts. Aquesta particularitat és encara més important en els vaccins recombinants, perquè, en ser vaccins vius, presenten una millor resposta immunitària que els de proteïnes inactivades, pel fet que expressen l'antigen de forma creixent i més prolongada, amb patrons semblants als dels vaccins atenuats convencionals, i també poden diferenciar-se.
- Així, en el cas de la Malaltia d'Aujeszky la utilització dels vaccins gE negatives (abans denominats gI negatives) permet dur a terme programes d'erradicació de la malaltia, perquè es poden diferenciar els animals portadors o malalts dels que estan vaccinats atès que els animals vaccinats presenten només anticossos contra gp II (però no contra gE) mentre que els animals malalts o portadors presenten anticossos contra gE i gII.

## Inconvenients
1. Presenten un patró de resposta similar al dels vaccins inactivats convencionals, encara que requereixen en general més quantitat d'antígens (són més pobres antigènicament) per induir respostes semblants.
2. La durada de la immunitat és generalment més curta que la dels vaccins vius. Normalment cal administrar diverses dosis inicials i posteriors reforços per a aconseguir una acció completa i perllongada.
3. Les proteïnes aïllades no estimulen el sistema immunitari tant com un microorganisme sencer (només indueixen la resposta humoral).
4. Tenen una antigenicitat relativament baixa. Els anticossos produïts contra el vaccí poden no reconèixer les proteïnes de superfície del patogen contra el que es pretenia protegir. Les proteïnes obtingudes no són suficientment actives perquè presenten l'estructura tridimensional alterada. Per a evitar-ho es fan servir hibridomes, que són un híbrid entre la cèl·lula tumoral i una d'un altre tipus determinat. Això suposa una alta concentració de proteïna activa, ja que es genera a l'interior d'una cèl·lula viva (no en un laboratori) i es facilita el fet que la seva estructura sigui semblant a la real. Alhora, el seu creixement és ràpid i constant gràcies a les característiques tumorals adquirides per aquests hibridomes. D'aquesta manera, es creen epítops quimèrics que amplien la resposta immunitària.
5. Possibles reptes en el desenvolupament de vaccins de subunitats són que sovint són poc immunogènics i tenen curta vida in vivo. Una altra dificultat amb els vaccins de subunitats és que sovint provoquen només una protecció específica de la soca, de manera que, per evocar protecció completa a una malaltia causada per diverses soques relacionades, poden ser necessàries combinacions d'immunògens de les diferents soques.
6. Algunes vegades generen una escassa resposta immunitària. Per aquest motiu necessiten adjuvants forts i aquests, alhora, indueixen reaccions tissulars.
7. Generalment els vaccins peptídiques han d'anar unides a transportadors per ser efectives.
8. Requereix investigació per identificar quines molècules són més fàcils de reconèixer pel sistema immunitari.
9. Les subunitats antigèniques han de purificar-se prèviament, i la producció d'aquests vaccins requereix fer grans cultius dels organismes patògens.[6]
10. Quan l'elaboració precisa la purificació dels immunògens de grans quantitats de l'organisme patogen, és cara i no està exempta de riscos.[6]
11. Un mètode de producció implica l'aïllament d'una proteïna específica d'un virus i l'administració d'aquest per si mateix. Una debilitat d'aquesta tècnica és que les proteïnes aïllades es poden desnaturalitzar i a continuació, s'associen amb anticossos diferents dels anticossos desitjats.